# Valmy (есмінець)
«Вальмі» (англ. FR Valmy) — військовий корабель, лідер ескадрених міноносців типу «Гепард» Військово-морського флоту Франції у роки Другої світової війни. За французькою кваліфікацією великий ескадрений міноносець або контр-міноносець (фр. contre-torpilleur).
«Вальмі» був закладений 5 травня 1927 року на верфі компанії Ateliers et Chantiers de Saint-Nazaire Penhoët у Сен-Назері. 19 травня 1928 року він був спущений на воду, а 1 січня 1930 року увійшов до складу ВМС Франції.

## Історія служби
До початку Другої світової війни «Вальмі» служив переважно в Середземному морі, базувався на ВМБ у Тулоні, де входив до складу 3-ї контр-торпедної ескадрильї (разом з «Гепардом» та «Верденом»).
30 січня 1940 року поблизу Шетландських островів у результаті узгодженої атаки французьких есмінців «Гепард», «Вальмі», британських есмінця «Вітшед», шлюпа «Фовей» та протичовнового літака Short Sunderland був знищений німецький ПЧ U-55.
Після вступу Італії у війну есмінець разом з 10 іншими есмінцями та 4 крейсерами брав участь в обстрілі італійського порту Генуя.
Після капітуляції Франції «Вальмі» залишився під контролем уряду Віші. В червні 1941 року під час вторгнення союзників до Сирії він базувався разом із «Гепардом» у сирійських портах. 9 червня 1941 року «Гепард» та «Вальмі» обстрілювали позиції австралійських військ у гирлі річки Літані. Незабаром відбулася дуель між ними та британським есмінцем «Джейнес», який був серйозно пошкоджений та виведений зі строю. Але поява більшої кількості британських есмінців змусила французів відступити до Бейруту; есмінець «Шакал» також дістав незначних пошкоджень.
У липні 1941 року разом з «Гепардом» і «Вокеленом» перекидав сухопутні війська до Сирії, але після виявлення французького з'єднання повітряною розвідкою британців операція була перервана і кораблі повернулися в Тулон.
27 листопада 1942 року лідер есмінців «Вальмі» затоплений у Тулоні для запобігання захоплення його німецькими військами. Надалі рештки корабля було піднято італійськими рятувальниками і переправлено до італійської корабельні для відновлення. Кораблю присвоїли ім'я FR 24. Однак вже 9 вересня 1943 року корабель був затоплений вдруге в Ла-Спеції для запобігання потрапляння його як трофею німцям. Роботи з введення до строю Крігсмаріне тривали до 1945 року, втім корабель так і не був відновлений повністю. 24 квітня 1945 року втретє затоплений у Генуї німецькими військами.